# Rogówko (województwo zachodniopomorskie)
Rogówko – wieś w Polsce położona w województwie zachodniopomorskim, w powiecie łobeskim, w gminie Węgorzyno.
W latach 1975–1998 miejscowość położona była w województwie szczecińskim.

## Zabytki
- park dworski, pozostałość po dworze[3].